# C/2014 N2 (PANSTARRS)
C/2014 N2 (PANSTARRS) — одна з довгоперіодичних комет. Ця комета була відкрита 2 липня 2014 року; вона мала 19.6m на час відкриття.